# Calendario romano general de 1960
Este artículo enumera los días festivos del Calendario Romano General de 1960 aprobado el 25 de julio de 1960 por el motu proprio Rubricarum instructum del papa Juan XXIII y promulgado por la Sagrada Congregación de Ritos al día siguiente, 26 de julio de 1960, mediante el decreto Novum rubricarum. Este calendario de 1960 se incorporó a la edición de 1962 del misal romano, cuyo uso continuo autorizó el papa Benedicto XVI en su motu proprio Summorum Pontificum del 7 de julio de 2007, y que el papa Francisco actualizó en su motu proprio del 16 de julio de 2021,Traditionis custodes, para la celebración de la misa tradicional.
Novum rubricarum reemplazó las clasificaciones anteriores de Dobles, Semidobles y Simples por los términos fiestas y conmemoraciones de clase I, II y III. Se eliminaron algunas fiestas, en particular las que eran duplicaciones como la fiesta de la Cruz (3 de mayo y 14 de septiembre), la de la Cátedra de Pedro (18 de enero y 22 de febrero), San Pedro (1 de agosto y 29 de junio), San Juan Evangelista. (6 de mayo y 27 de diciembre), San Miguel (8 de mayo y 29 de septiembre) y San Esteban (3 de agosto y 26 de diciembre).
Este calendario se diferencia del Calendario Romano General de 1954 en que también incorpora los cambios realizados por el papa Pío XII en 1955, que incluyeron la reducción de octavas a tres únicamente, las de Navidad, Pascua y Pentecostés.

## Cambios en el Calendario

### Nuevo sistema de clasificación
Novum rubricarum abolió la clasificación tradicional de los domingos, ferias y días festivos como dobles (de distintos grados) y simples (la clasificación de semidoble ya había sido suprimida por Pío XII en 1955) e introdujo un nuevo sistema de clasificación de los distintos días litúrgicos del rito romano. Las fiestas previamente clasificadas como dobles de la clase I fueron reclasificadas como fiestas de la clase I. Las fiestas previamente clasificadas como dobles de clase II fueron reclasificadas como fiestas de clase II. Los fiestas clasificados en 1954 como dobles mayores, dobles y semidobles fueron reclasificados como fiestas de clase III. Las fiestas que anteriormente se habían clasificado como simples y habían sido reducidas a conmemoraciones en la revisión del calendario de Pío XII en 1955 seguían siendo conmemoraciones.
Se clasificaron como domingos de clase I los domingos de Adviento, Cuaresma, Pasión y Domingo Bajo. Todos los demás domingos del año, excluyendo aquellos perpetuamente impedidos por fiestas de la clase I, se convirtieron en domingos de la clase II.
El Miércoles de Ceniza, las ferias de Semana Santa, el Triduo Pascual y los días dentro de las octavas de Pascua y Pentecostés (incluidas las ascuas de Pentecostés) se clasificaron como ferias de clase I. Se consideraron ferias las ferias de Adviento del 17 al 23 de diciembre inclusive, los días de la octava de Navidad no impedidos por las fiestas de los santos (29 al 31 de diciembre inclusive), así como las brasas de Adviento, Cuaresma y septiembre. de la clase II. Las ferias de Adviento, excepto del 17 al 23 de diciembre, se clasificaron como ferias de clase III, al igual que las ferias de Cuaresma y Pasión. Además, las ferias de Cuaresma y Pasión tuvieron prioridad sobre todas las fiestas de la clase III, y las fiestas de clase III se redujeron a conmemoraciones en los años en que caían durante la Cuaresma o la Pasión. El resto de ferias del año fueron clasificadas como ferias de IV clase.
Se redujeron a conmemoraciones las siguientes fiestas:
- los dobles mayores anteriores de
  - Santísima Virgen María del Monte Carmelo (16 de julio)
  - Los Siete Dolores de la Santísima Virgen María (Viernes después del I Domingo de Pasión)
- los dobles anteriores de
  - La impresión de los sagrados estigmas de San Francisco, confesor (17 de septiembre)
  - Santos Eustaquio y sus compañeros mártires (20 de septiembre)
  - Santo Tomás, obispo y mártir (29 de diciembre)
  - San Silvestre I papa y confesor (31 de diciembre)
- los anteriores simples (hasta 1955, semidobles) de
  - San Jorge, mártir (23 de abril)
  - San Alejo, confesor (17 de julio)
  - Santos Mártires Ciriaco, Largo y Esmaragdo (8 de agosto)

Los siguientes días de la clase II pasaron a ser días litúrgicos de la clase I:
- Octava de la Natividad del Señor (1 de enero)
- Conmemoración de Todos los Fieles Difuntos (2 de noviembre o 3 de noviembre si el 2 de noviembre cae en domingo)

Los siguientes dobles mayores pasaron a ser días litúrgicos de clase II:
- La Sagrada Familia de Jesús, María y José (I domingo después de Epifanía)
- La Cátedra de San Pedro (22 de febrero)
- La Exaltación de la Santa Cruz (14 de septiembre)

### Supresiones y adiciones al calendario
Se eliminaron del calendario las siguientes fiestas:
- dobles de la clase II
  - La Invención de la Santa Cruz (3 de mayo; considerado una duplicación de la fiesta de la Cruz del 14 de septiembre)
- dobles mayores
  - La Cátedra de San Pedro Apóstol en Roma (18 de enero; fusionada con la fiesta del 22 de febrero de la Cátedra de San Pedro en Antioquía)
  - San Juan Apóstol y Evangelista ante la Puerta Latina (6 de mayo; considerada una duplicación de la fiesta de San Juan del 27 de diciembre)
  - La Aparición de San Miguel Arcángel (8 de mayo; considerada una duplicación de la fiesta de la Dedicación de San Miguel del 29 de septiembre)
  - San Pedro Apóstol encadenado (1 de agosto; considerado una duplicación de la fiesta de los Santos Pedro y Pablo del 29 de junio)
- simples (hasta 1955, semidobles)
  - San León II Papa y Confesor (3 de julio; destituido como resultado del traslado de San Ireneo al 3 de julio)
  - San Anacleto, papa y mártir (13 de julio; fusionado con la fiesta de San Cleto el 26 de abril)
  - Sobre el hallazgo del cuerpo de San Esteban Protomártir (3 de agosto; considerado una duplicación de la fiesta de San Esteban del 26 de diciembre)

También se suprimió la conmemoración de San Vital, mártir (28 de abril), debido a dudas sobre la historicidad de su martirio.
En el calendario estaban inscritas las siguientes fiestas:
- San Gregorio Barbarigo, obispo y confesor (17 de junio, III cl.)
- San Antonio María Claret, obispo y confesor (23 de octubre, III cl.)

### Otros cambios
Se trasladaron las siguientes fiestas:
- San Ireneo, obispo y mártir (28 de junio al 3 de julio; para dar cabida a la celebración de la Vigilia de San Pedro y San Pablo)
- San Juan María Vianney Confesor (9 al 8 de agosto; para estar más cerca de su natalis)

La conmemoración de los Santos Sergio, Baco, Marcelo y Apuleyo, mártires fue transferido del 7 al 8 de octubre, debido a cambios de rúbrica que restringieron el número de conmemoraciones permitidas en una fiesta de clase II (en este caso, la fiesta del Rosario del 7 de octubre) a solo una.
Se cambiaron los siguientes títulos:
- La Circuncisión del Señor se convirtió en la Octava de la Natividad (1 de enero)
- El día de la Octava de la Epifanía se convirtió en la Conmemoración del Bautismo del Señor (13 de enero, II cl.)
- La Cátedra de San Pedro Apóstol en Antioquía pasó a ser Cátedra de San Pedro Apóstol (22 de febrero)
- El Santo Rosario de la Santísima Virgen María se convirtió en Santísima Virgen María del Rosario (7 de octubre)

Las nuevas rúbricas también restringieron la transferencia de las fiestas impedidas que ocurren en un año determinado el mismo día que un día litúrgico de rango superior únicamente a fiestas de la clase I (anteriormente dobles de la clase I). Bajo las rúbricas más antiguas, tanto los dobles de la clase I como los dobles de la clase II (fiestas de la clase II según las rúbricas de 1960) podían ser transferidos cuando estaban impedidos.

### Desarrollos posteriores a 1960
El 25 de marzo de 2020, la Congregación para la Doctrina de la Fe hizo público el decreto Cum sanctissima, de 22 de febrero de 2020, que introdujo una serie de opciones para su uso en la celebración contemporánea del Oficio y la Misa según el Breviario de 1961 y el Misal de 1962 (celebración actual de la misa tridentina). En cuanto al calendario litúrgico, el decreto concede permiso para la celebración de las fiestas de los santos canonizados después del 26 de julio de 1960, utilizando las fechas fijadas por la Santa Sede para la observancia litúrgica de estos santos para la Iglesia universal. El decreto también permite la opción de celebrar determinadas fiestas de clase III durante la Cuaresma y la Pasión, que hasta entonces habían estado prohibidas por el Código de Rúbricas de 1960.

## Enero
- 1: Octava de la Natividad del Señor, clase I.
- 2: Feria.
- 3: Feria.
- 4: Feria.
- 5: Conmemoración de San Telesforo, papa y mártir, Comm.
- 6: Epifanía del Señor
- 7: Feria.
- 8: Feria.
- 9: Feria.
- 10: Feria.
- 11: Conmemoración de San Higinio, papa y mártir, Comm.
- 12: Feria.
- 13: Conmemoración del Bautismo de Nuestro Señor Jesucristo, clase II.
- 14: San Hilario, obispo, confesor y Doctor de la Iglesia, clase III, Com. de San Félix, sacerdote y mártir.
- 15: San Pablo Primer Ermitaño, confesor, clase III, Com. de San Mauro, abad.
- 16: San Marcelo I, papa y mártir, clase III.
- 17: San Antonio Abad, clase III.
- 18: Santa Priscila, virgen y mártir, Comm.
- 19: Santos Mario, Marta, Audifax y Ábaco, mártires. Comm. Comm. de San Canuto, mártir.
- 20: San Fabián, papa y San Sebastián, mártires, clase III.
- 21: Santa Inés , virgen y mártir, clase III
- 22: Santos Vicente y Anastasio, mártires, clase III.
- 23: San Raimundo de Peñafort, confesor, clase III, Com. de Santa Emerenciana, virgen y mártir.
- 24: San Timoteo, obispo y mártir, clase III.
- 25: Conversión de San Pablo Apóstol, clase III, Com. de San Pedro Apóstol.
- 26: San Policarpo, obispo y mártir, clase III.
- 27: San Juan Crisóstomo, obispo, confesor y doctor de la Iglesia , clase III.
- 28: San Pedro Nolasco, confesor, clase III, Com. de Santa Inés, virgen y mártir segunda fiesta.
- 29: San Francisco de Sales, obispo, confesor y Doctor de la Iglesia, clase III.
- 30: Santa Martina, virgen y mártir, clase III.
- 31: San Juan Bosco, confesor, clase III.

Domingo entre la octava de la Natividad del Señor y la Epifanía o, en su defecto, 2 de enero: El Santísimo Nombre de Jesús, II clase.
I Domingo después de Epifanía: La Santísima Familia de Jesús, María y José , clase II. 

## Febrero
- 1: San Ignacio, obispo y mártir, clase III.
- 2: Purificación de la Santísima Virgen María, clase II.
- 3: San Blas, obispo y Mártir, Comm.
- 4: San Andrés Corsini, obispo y confesor, clase III.
- 5: Santa Águeda, virgen y mártir, clase III.
- 6: San Tito, obispo y confesor, clase III, Com. de Santa Dorotea, virgen y mártir.
- 7: San Romualdo Abad, clase III.
- 8: San Juan de Mata, confesor, clase III.
- 9: San Cirilo de Alejandría, obispo, confesor y doctor de la Iglesia, clase III, Com. de Santa Apolonia, virgen y mártir.
- 10: Santa Escolástica, virgen, clase III.
- 11: Aparición de la Santísima Virgen María Inmaculada, clase III.
- 12: Los Siete Santos Fundadores de la Orden de Siervas de la Santísima Virgen María, confesores, clase III.
- 13: Feria.
- 14: San Valentín, sacerdote y mártir, Comm.
- 15: Santos Faustino y Jovita, mártires, Comm.
- 16: Feria.
- 17: Feria.
- 18: San Simeón, obispo y mártir, Comm.
- 19: Feria.
- 20: Feria.
- 21: Feria.
- 22: Cátedra de San Pedro, clase II, Com. de San Pablo.
- 23: San Pedro Damián, confesor, clase III.
- 24: San Matías Apóstol, clase II.
- 25: Feria.
- 26: Feria.
- 27: San Gabriel de Nuestra Señora de los Dolores, clase III
- 28: Feria.

En año bisiesto el mes de febrero es de 29 días, y se celebra la fiesta de San Matías el día 25 y la fiesta de San Gabriel de Nuestra Señora de los Dolores el día 28 de febrero. 

## Marzo
- 1: Feria.
- 2: Feria.
- 3: Feria.
- 4: San Casimiro, confesor, clase III, Com. de San Lucio I, papa y mártir.
- 5: Feria.
- 6: Santas Perpetua y Felicidad, mártires, clase III.
- 7: Santo Tomás de Aquino, confesor y doctor de la Iglesia, clase III.
- 8: San Juan de Dios, confesor, clase III.
- 9: Santa Francisca de Roma, viuda, clase III.
- 10: Los Cuarenta Santos Mártires, clase III.
- 11: Feria.
- 12: San Gregorio I, papa, confesor y doctor de la Iglesia, clase III.
- 13: Feria.
- 14: Feria.
- 15: Feria.
- 16: Feria.
- 17: San Patricio, obispo y confesor, clase III.
- 18: San Cirilo, obispo de Jerusalén, confesor y Doctor de la Iglesia, clase III.
- 19: San José, Esposo de la Santísima Virgen María, confesor y Patrono de la Iglesia Universal, clase I.
- 20: Feria.
- 21: San Benito, abad, clase III.
- 22: Feria.
- 23: Feria.
- 24: San Gabriel Arcángel, clase III.
- 25: Anunciación de la Santísima Virgen María, clase I.
- 26: Feria.
- 27: San Juan Damasceno, confesor y Doctor de la Iglesia , clase III
- 28: San Juan Capistrano, confesor, clase III
- 29: Feria.
- 30: Feria.
- 31: Feria.

Viernes posterior al I Domingo de Pasión: Conmemoración de los Siete Dolores de la Santísima Virgen María, Comm.

## Abril
- 1: Feria.
- 2: San Francisco de Paula, confesor, clase III.
- 3: Feria.
- 4: San Isidoro, obispo, confesor y doctor de la Iglesia , clase III.
- 5: San Vicente Ferrer, confesor, clase III.
- 6: Feria.
- 7: Feria.
- 8: Feria.
- 9: Feria.
- 10: Feria.
- 11: San León I, papa, confesor y doctor de la Iglesia , clase III.
- 12: Feria.
- 13: San Hermenegildo, mártir, clase III.
- 14: San Justino, clase III, Com. de los Santos Tiburcio, Valeriano y Máximo, mártires.
- 15: Feria.
- 16: Feria.
- 17: San Aniceto, papa y mártir, Comm.
- 18: Feria.
- 19: Feria.
- 20: Feria.
- 21: San Anselmo, obispo, confesor y doctor de la Iglesia , clase III.
- 22: Santos Sotero y Cayo, papas y mártires, clase III.
- 23: San Jorge, mártir, Comm.
- 24: San Fidel de Sigmaringa, mártir, clase III.
- 25: San Marcos Evangelista, clase II.
- 26: Santos Cleto y Marcelino, papas y mártires, clase III.
- 27: San Pedro Canisio confesor y doctor de la Iglesia , clase III.
- 28: San Pablo de la Cruz, confesor, clase III.
- 29: San Pedro, mártir, clase III.
- 30: Santa Catalina de Siena, virgen, clase III.

## Mayo
- 1: San José Obrero, esposo de la Santísima Virgen María, confesor, clase I.
- 2: San Atanasio, obispo, confesor y doctor de la Iglesia , clase III.
- 3: Santos Alejandro, Eventio y Teodulo, mártires, y Juvenal, obispo y confesor, Comm.
- 4: Santa Mónica, viuda, clase III.
- 5: San Pío V, papa y confesor, clase III.
- 6: Feria.
- 7: San Estanislao, obispo y mártir, clase III.
- 8: Feria.
- 9: San Gregorio Nacianceno, obispo, confesor y doctor de la Iglesia, clase III.
- 10: San Antonino, obispo y confesor, clase III, Com. de los Santos Gordiano y Epímaco.
- 11: Santos Felipe y Santiago Apóstoles, clase II.
- 12: Santos Nereo y Aquileo y Mártires de Pancras, clase III.
- 13: San Roberto Belarmino, obispo, confesor y doctor de la Iglesia , clase III.
- 14: San Bonifacio, mártir, Comm.
- 15: San Juan Bautista de la Salle, confesor, clase III.
- 16: San Ubaldo, obispo y confesor, clase III.
- 17: San Pascual Baylón, confesor, clase III.
- 18: San Venancio, mártir, clase III.
- 19: San Pedro Celestino, papa y confesor, clase III, Com. de Santa Pudenciana, virgen
- 20: San Bernardino de Siena, confesor, clase III.
- 21: Feria.
- 22: Feria.
- 23: Feria.
- 24: Feria.
- 25: San Gregorio VII, papa y confesor, clase III, Com. de San Urbano I, papa y mártir.
- 26: San Felipe Neri, confesor, clase III, Com. de San Eleuterio, papa y mártir.
- 27: San Beda el Venerable, confesor y doctor de la Iglesia, clase III, Com. de San Juan I, papa y mártir.
- 28: San Agustín, obispo y confesor, clase III.
- 29: Santa María Magdalena de Pazzi, virgen, clase III.
- 30: San Félix I, papa y Mártir, Comm.
- 31: Santísima Virgen María, Reina, II clase, Com. de Santa Virgen Petronila .

## Junio
- 1: Santa Ángela Merici, virgen, clase III.
- 2: Santos Marcelino, Pedro y Erasmo, obispo; mártires, Comm.
- 3: Feria.
- 4: San Francisco Caracciolo, confesor, clase III.
- 5: San Bonifacio, obispo y mártir, clase III.
- 6: San Norberto, obispo y confesor, clase III.
- 7: Feria.
- 8: Feria.
- 9: Santos Primo y Feliciano, mártires, Comm.
- 10: Santa Margarita, reina y viuda, clase III.
- 11: San Bernabé Apóstol, clase III.
- 12: San Juan de San Facundo, confesor, clase III, Com. de los Santos Mártires Basílides, Cirino, Nabor y Nazario .
- 13: San Antonio de Padua, confesor, clase III.
- 14: San Basilio Magno, obispo, confesor y doctor de la Iglesia , clase III.
- 15: Santos Vito, Modesto y Crescencia, mártires, Comm.
- 16: Feria.
- 17: San Gregorio Barbarigo, obispo y confesor, clase III.
- 18: San Efraín Siro Diácono, confesor y doctor de la Iglesia, clase III, Com. de los Santos Marcos y Marceliano, mártires.
- 19: Santa Juliana Falconieri, virgen clase III, Com. de los Santos Gervasio y Protasa, mártires.
- 20: San Silverio, papa y mártir, Comm.
- 21: San Luis Gonzaga, confesor, clase III.
- 22: San Paulino, obispo y confesor, clase III
- 23: Vigilia, clase II.
- 24: Natividad de San Juan Bautista
- 25: San Guillermo, abad, clase III.
- 26: Santos Juan y Pablo, mártires, clase III.
- 27: Feria.
- 28: Vigilia, clase II.
- 29: Santos Pedro y Pablo Apóstoles, clase I.
- 30: Conmemoración de San Pablo Apóstol, clase III, Com. de San Pedro Apóstol.

## Julio
- 1: Preciosísima Sangre de Nuestro Señor Jesucristo, clase I.
- 2: Visitación de la Santísima Virgen María, clase II, Com. de los Santos Proceso y los mártires martinianos.
- 3: San Ireneo, obispo, mártir y doctor de la Iglesia, clase III.
- 4: Feria.
- 5: San Antonio María Zacarías, confesor, clase III.
- 6: Feria.
- 7: Santos Cirilo y Metodio, obispos y confesores, clase III.
- 8: Santa Isabel, reina y viuda, clase III.
- 9: Feria.
- 10: Los Siete Santos Hermanos Mártires, y Santas Rufina y Segunda, vírgenes y mártires, clase III.
- 11: San Pío I, papa y mártir, Comm.
- 12: San Juan Gualberto, abad, clase III, Com. de los Santos Nabor y Félix, mártires.
- 13: Feria.
- 14: San Buenaventura, obispo, confesor y doctor de la Iglesia, clase III.
- 15: San Enrique II, Emperador y confesor, clase III.
- 16: Santísima Virgen María del Monte Carmelo, Comm.
- 17: San Alejo, confesor, Comm.
- 18: San Camilo de Lellis, confesor, clase III, Com. de Santa Sinforosa y sus siete hijos mártires.
- 19: San Vicente de Paúl, confesor, clase III.
- 20: San Jerónimo Emiliani, confesor, clase III, Com. de Santa Margarita, virgen y mártir.
- 21: San Lorenzo de Brindisi, confesor y doctor de la Iglesia, clase III, Com. de Santa Práxedes, virgen.
- 22: Santa María Magdalena Penitente, clase III.
- 23: San Apolinar, obispo y mártir, clase III, Com. de San Liborio, obispo y confesor.
- 24: Santa Cristina, virgen y mártir.
- 25: Santiago Apóstol, clase II, Com. de San Cristóbal, mártir.
- 26: Santa Ana, Madre de la Santísima Virgen María, clase II.
- 27: San Pantaleón, mártir, Comm.
- 28: Santos Nazario y Celso, mártires, San Víctor I, papa y mártir, y San Inocencio I, papa y confesor, clase III.
- 29: Santa Marta Virgen, clase III, Com. de los Santos Beatriz, Félix, Simplicio, Faustino y Rufo, mártires.
- 30: Santos Abdón y Senén, mártires, Comm.
- 31: San Ignacio, confesor, clase III.

## Agosto
- 1: Santos Mártires Macabeos, Comm.
- 2: San Alfonso María de Ligorio, obispo, confesor y doctor de la Iglesia, clase III, Com. de San Esteban I, papa y mártir.
- 3: Feria.
- 4: Santo Domingo, confesor, clase III.
- 5: Consagración de la Basílica de Nuestra Señora de las Nieves, clase III.
- 6: Transfiguración de Nuestro Señor Jesucristo, II clase, Com. de los Santos Papa Sixto II, Felicísimo y Agapito, mártires.
- 7: San Cayetano, confesor, clase III, Com. de San Donato, obispo y mártir.
- 8: San Juan María Vianney, confesor y sacerdote, clase III, Com. de los Santos Mártires Ciríaco, Largo y Esmaragdo .
- 9: Vigilia, clase III, Com. de San Romano, mártir.
- 10: San Lorenzo, mártir, clase II.
- 11:  Santos Tiburcio y Susana, virgen, mártires, Comm.
- 12: Santa Clara, virgen, clase III.
- 13: Santos Hipólito y Casiano, mártires, Comm.
- 14: Vigilia, clase II, Com. de San Eusebio, confesor.
- 15:  Asunción de la Santísima Virgen María
- 16: San Joaquín, Padre de la Santísima Virgen María, confesor, clase II.
- 17: San Jacinto de Polonia, confesor, clase III.
- 18: San Agapito, mártir, Comm.
- 19: San Juan Eudes, confesor, clase III.
- 20: San Bernardo, abad y doctor de la Iglesia, clase III.
- 21: Santa Juana Francisca de Chantal, viuda, clase III.
- 22: Inmaculado Corazón de la Santísima Virgen María , II clase, Com. de los Santos Timoteo y compañeros mártires.
- 23: San Felipe Benizi, confesor, clase III.
- 24: San Bartolomé Apóstol, clase II.
- 25: San Luis Rey, confesor, clase III.
- 26: San Cefirino, papa y mártir, Comm.
- 27: San José de Calasanz, confesor, clase III.
- 28: San Agustín, obispo, confesor y doctor de la Iglesia, clase III, Com. de San Hermes, mártir.
- 29: Decapitación de San Juan Bautista, clase III, Com. de Santa Sabina, mártir.
- 30: Santa Rosa de Lima, virgen, clase III, Com. de los Santos Félix y Adaucto, mártires.
- 31: San Ramón Nonato, confesor, clase III.

## Septiembre
- 1: San Gil abad, Comm, Com. de los Santos Doce Hermanos Mártires.
- 2: San Esteban Rey, confesor, clase III.
- 3: San Pío X, papa y confesor, clase III.
- 4: Feria.
- 5: San Lorenzo, obispo y confesor, clase III.
- 6: Feria.
- 7: Feria.
- 8: Natividad de la Santísima Virgen María, clase II, Com. de San Adriano, mártir.
- 9: San Gorgonio, mártir, Comm.
- 10: San Nicolás de Tolentino, confesor, clase III.
- 11: Santos Mártires Proto y Jacinto, Comm.
- 12: Santísimo Nombre de María, clase III.
- 13: San Juan Crisóstomo, obispo y doctor de la Iglesia
- 14: Exaltación de la Santa Cruz, II clase.
- 15: Siete Dolores de la Santísima Virgen María, II clase, Com. de San Nicomedes, mártir.
- 16: San Cornelio, papa y San Cipriano, obispo; mártires, clase III, Com. de los Santos Eufemia, virgen y mártires Lucía y Geminiano.
- 17: Impresión de los sagrados Estigmas de San Francisco, confesor, Comm.
- 18: San José de Cupertino, confesor, clase III.
- 19: San Januario, obispo y compañeros, mártires, clase III.
- 20: San Eustaquio y sus compañeros mártires, Comm.
- 21: San Mateo Apóstol y Evangelista, clase II.
- 22: Santo Tomás de Villanueva, obispo y confesor, clase III, Com. de los Santos Mauricio y compañeros mártires.
- 23: San Lino, papa y mártir, clase III, Com. de Santa Tecla, virgen y mártir.
- 24:  Nuestra Señora del Rescate, Comm.
- 25: Feria.
- 26: Santos Cipriano y Justina, mártires, Comm.
- 27: Santos Cosme y Damián, mártires, clase III.
- 28: San Wenceslao Duque, mártir, clase III.
- 29: Dedicación de San Miguel Arcángel, clase I.
- 30: San Jerónimo, sacerdote, confesor y doctor de la Iglesia , clase III.

## Octubre
- 1: San Remigio obispo y confesor, Comm.
- 2: Santos Ángeles Custodios, clase III.
- 3: Santa Teresa del Niño Jesús, virgen, clase III.
- 4: San Francisco de Asís, confesor, clase III.
- 5: San Plácido y compañeros mártires, Comm.
- 6: San Bruno, confesor, clase III.
- 7: Santísima Virgen María del Rosario, II clase, Com. de San Marcos, papa y confesor.
- 8: Santa Brígida, viuda, clase III, Com. de los Santos Sergio y Baco, Marcelo y Apuleyo, mártires.
- 9: San Juan Leonardo, confesor, clase III, Com. de San Dionisio, obispo y Eleuterio, mártires
- 10: San Francisco de Borja, confesor, clase III.
- 11: Maternidad de la Santísima Virgen María, clase II.
- 12: Feria.
- 13: San Eduardo Rey, confesor, clase III.
- 14: San Calixto I, papa y mártir, clase III.
- 15: Santa Teresa, virgen, clase III.
- 16: Santa Eduviges, viuda, clase III.
- 17: Santa Margarita María de Alacoque, virgen, clase III.
- 18: San Lucas Evangelista, clase II.
- 19: San Pedro de Alcántara, Confesor, clase III.
- 20: San Juan Cancio, confesor, clase III.
- 21: San Hilarión Abad, Comm., Com. de Santa Úrsula y Compañeras vírgenes y mártires.
- 22: Feria.
- 23: San Antonio María Claret, obispo y confesor, clase III.
- 24: San Rafael Arcángel, clase III.
- 25: Santos Crisanto y Daria, mártires, Comm.
- 26: San Evaristo, papa y mártir, Comm.
- 27: Feria.
- 28: Santos Simón y Judas Apóstoles, clase II.
- 29: Feria.
- 30: Feria.
- 31: Feria.

Último domingo de octubre: Nuestro Señor Jesucristo Rey, clase.

## Noviembre
- 1: Todos los Santos, clase I.
- 2 o, si el 2 de noviembre es domingo, 3 de noviembre: Conmemoración de Todos los Fieles Difuntos
- 3: Feria.
- 4: San Carlos, obispo y confesor, clase III, Com. de los Santos Vidal y Agrícola, mártires.
- 5: Feria.
- 6: Feria.
- 7: Feria.
- 8: Santos Cuatro Mártires Coronados, Comm.
- 9: Dedicación de la Archibasílica del Santísimo Salvador, II clase, Com. de San Teodoro, mártir.
- 10: San Andrés Avellino, confesor, clase III, Com. de los Santos mártires Trifón, Respicio y Ninfa
- 11: San Martín, obispo y confesor, clase III, Com. de San Menas, mártir.
- 12: San Martín I, papa y mártir, clase III.
- 13: San Didaco, confesor, clase III.
- 14: San Josafat, obispo y mártir, clase III.
- 15: San Alberto Magno, obispo, confesor y doctor de la Iglesia, clase III.
- 16: Santa Gertrudis, virgen, clase III.
- 17: San Gregorio Taumaturgo, obispo y confesor, clase III.
- 18: Dedicación de las Basílicas de los Santos Pedro y Pablo, clase III.
- 19: Santa Isabel Viuda, clase III, Com. de San Ponciano, papa y mártir.
- 20: San Félix de Valois, confesor, clase III.
- 21: Presentación de la Santísima Virgen María, clase III.
- 22: Santa Cecilia, virgen y mártir, clase III.
- 23: San Clemente I, papa y mártir, clase III, Com. de Santa Felicitas, mártir.
- 24: San Juan de la Cruz, confesor y doctor de la Iglesia, clase III, Com. de San Crisógono, mártir.
- 25: Santa Catalina, virgen y mártir, clase III.
- 26: San Silvestre, abad, clase III, Com. de San Pedro de Alejandría, obispo y mártir.
- 27: Feria.
- 28: Feria.
- 29: San Saturnino, mártir, Comm.
- 30: San Andrés Apóstol, clase II.

## Diciembre
- 1: Feria.
- 2: Santa Bibiana, virgen y mártir, clase III.
- 3: San Francisco Javier, confesor, clase III.
- 4: San Pedro Crisólogo obispo, confesor y doctor de la Iglesia, clase III, Com. de Santa Bárbara, virgen y mártir.
- 5: San Sabas, abad, Comm.
- 6: San Nicolás, obispo y confesor, clase III.
- 7: San Ambrosio, obispo, confesor y doctor de la Iglesia, clase III.
- 8: Inmaculada Concepción de la Santísima Virgen María
- 9: Feria.
- 10: San Melquíades, papa y mártir, Comm.
- 11: San Dámaso I, papa y confesor, clase III.
- 12: Feria.
- 13: Santa Lucía, virgen y mártir, clase III.
- 14: Feria.
- 15: Feria.
- 16: San Eusebio, obispo y mártir, clase III.
- 17: Feria.
- 18: Feria.
- 19: Feria.
- 20: Feria.
- 21: Santo Tomás Apóstol, clase II.
- 22: Feria.
- 23: Feria.
- 24: Vigilia, clase.
- 25: Natividad de Nuestro Señor Jesucristo, clase con octava de clase II. En la segunda Misa: Conmemoración de Santa Anastasia, mártir.
- 26: II día dentro de la octava de la Natividad del Señor: San Esteban, protomártir, II clase.
- 27: III día dentro de la octava de la Natividad del Señor: San Juan Apóstol y Evangelista, II clase.
- 28: IV día dentro de la octava de la Natividad del Señor: Los Santos Inocentes, mártires, II clase.
- 29: Del día V dentro de la octava de la Natividad del Señor, clase II, Conmemoración de Santo Tomás Becket, obispo y mártir.
- 30: Del VI día dentro de la Octava de la Natividad, clase II.
- 31: Del VII día dentro de la Octava de la Natividad, clase II, Conmemoración de San Silvestre I, papa y confesor.

La fuente de las fechas anteriores es la edición de enero de 1960 de Acta Apostolicae Sedis.

## Misas para ciertos lugares(pro Aliquibus Locis)
La edición típica de 1962 del Misal Romano, la edición que incorpora los cambios realizados para el Calendario General de 1960, recopiló muchos (aunque no todos) propios de Misa para fiestas aprobadas para su celebración en ciertos lugares en un suplemento colocado al final del Misal; este suplemento también incorporó cambios ordenados por el papa Juan XXIII con respecto a la supresión de algunas fiestas locales en su instrucción De calendariis particularibus del 14 de febrero de 1961. Las misas enumeradas en este suplemento hoy en día se pueden decir en cualquier lugar los días de la clase IV.  Algunos santos enumerados a continuación también están en el Calendario General anterior, estos santos tienen Misas propias en el suplemento pro Aliquibus Locis que pueden decirse ad libitum en lugar de las Misas enumeradas en el cuerpo principal del Misal.
- 7 de diciembre: San Ambrosio, obispo, confesor y Doctor de la Iglesia [Misa propia]
- 3 de enero: San Gaspar del Búfalo, confesor; Virgen Santa Francisco Javier Cabrini [Transferido al 13 de noviembre]
- 23 de enero: San Ildefonso, obispo y confesor
- 29 de enero: San Francisco de Sales, obispo, confesor y Doctor de la Iglesia [Misa propia]
- 21 de febrero: Santa Margarita de Cortona, penitente
- 15 de marzo: Santa Luisa de Marillac, viuda
- 21 de marzo: San Benito, abad [Misa propia]
- 16 de abril: San Benito José Labre, confesor
- 26 de abril: Nuestra Señora del Buen Consejo
- 28 de abril: San Pedro Chanel Mártir; San Luis María Grignion de Montfort, confesor
- 29 de abril: San José Benito Cottolengo, confesor
- 3 de mayo: La invención de la Santa Cruz
- 6 de mayo: San Juan "Ante Portam Latinam"; Santo Domingo Savio, confesor
- 8 de mayo: Nuestra Señora, Reina de Todos los Santos y Madre del Amor Hermoso; Nuestra Señora, Mediadora de Todas las Gracias; Nuestra Señora del Sagrado Corazón de Jesús;  Aparición de San Miguel Arcángel
- 15 de mayo: San Isidro Labrador, confesor [Observado en algunos lugares el 22 de marzo o el 25 de octubre]
- 16 de mayo: San Juan Nepomuceno, mártir
- 22 de mayo: Santa Rita de Casia, viuda
- 23 de mayo: San Juan Bautista de Rossi, confesor
- 24 de mayo: Nuestra Señora Auxiliadora
- 30 de mayo: San Fernando Rey, confesor; Santa Juana de Arco, virgen
- Sábado después de la Ascensión: Nuestra Señora Reina de los Apóstoles
- 9 de junio: Nuestra Señora, Madre de Gracia
- 13 de junio: San Antonio de Padua, confesor y Doctor de la Iglesia [Misa propia]
- 16 de junio: San Juan Francisco Regis, confesor
- 27 de junio: Nuestra Señora del Perpetuo Socorro; San José Cafasso, confesor
- 4 de julio: Conmemoración de todos los Santos Papas
- 6 de julio: Santa María Goretti, virgen y mártir
- 9 de julio: Santa Verónica Giuliani, virgen
- 19 de julio: San Vicente de Paúl, confesor [Misa propia]
- 21 de julio: San Lorenzo de Brindisi, confesor y Doctor de la Iglesia [Misa propia]
- Sábado anterior al IV domingo de julio: Nuestra Señora, Madre de la Misericordia
- 1 de agosto: San Pedro Apóstol encadenado
- 3 de agosto: Hallazgo del cuerpo de San Esteban Protomártir
- 8 de agosto: San Juan María Vianney, confesor [Misa propia]
- 11 de agosto: San Emigdio, obispo y mártir
- 13 de agosto: Nuestra Señora, Refugio de los Pecadores
- 16 de agosto: San Roque, confesor
- 18 de agosto: Santa Elena, emperatriz y viuda
- 20 de agosto: San Bernardo, abad y Doctor de la Iglesia [Misa propia]
- 28 de agosto: San Agustín, obispo, confesor y Doctor de la Iglesia [Misa propia]
- Sábado después de la fiesta de San Agustín: Nuestra Señora de la Consolación
- Sábado anterior al último domingo de agosto: Nuestra Señora, Salud de los Enfermos
- 4 de septiembre: Nuestra Señora, Madre del Divino Pastor; Santa Rosa de Viterbo, virgen
- 9 de septiembre: San Pedro Claver, confesor
- 15 de septiembre: Santa Catalina Fieschi Adorno, viuda [Observada en algunos lugares el 22 de marzo, fecha de su conversión]
- 26 de septiembre: Santos Juan, Isaac y sus compañeros mártires
- 1 de octubre: San Gregorio Patriarca de Armenia y mártir
- 15 de octubre: Santa Teresa de Jesús [Misa propia]
- 23 de octubre: El Santísimo Redentor
- 4 de noviembre: San Carlos, obispo y confesor [Misa propia]
- 13 de noviembre: San Estanislao Kostka, confesor
- Sábado anterior al III domingo de noviembre: Nuestra Señora, Madre de la Divina Providencia
- 24 de noviembre: San Juan de la Cruz, confesor y Doctor de la Iglesia
- 26 de noviembre: San Leonardo de Port Maurice, confesor
- 27 de noviembre: Nuestra Señora de la Medalla Milagrosa

### Misas suprimidas
De acuerdo con De calendariis particularibus (párrafos 32 y 33), las siguientes fiestas locales "introducidas desde la Edad Media por la devoción privada en el culto público de la Iglesia" fueron suprimidas, a menos que "razones verdaderamente especiales" requirieran su observancia continua:
- El Traslado de la Casa de la Santísima Virgen María (10 de diciembre)
- La expectación del parto de la Santísima Virgen María (18 de diciembre)
- Los desposorios de la Santísima Virgen María con San José (23 de enero)
- La Huida de Nuestro Señor Jesucristo a Egipto (17 de febrero)
- La Oración de Nuestro Señor Jesucristo (Martes después del Domingo de la Septuagésima)
- La Conmemoración de la Pasión de Nuestro Señor Jesucristo (martes después del Domingo Sexagésima)
- La Santa Corona de Espinas de Nuestro Señor Jesucristo (Viernes después del Miércoles de Ceniza)
- La Santa Lanza y Clavos de Nuestro Señor Jesucristo (Viernes después del I Domingo de Cuaresma)
- La Sábana Santa de Nuestro Señor Jesucristo (Viernes después del II Domingo de Cuaresma)
- Las Cinco Llagas de Nuestro Señor Jesucristo (Viernes posterior al III Domingo de Cuaresma)
- La Preciosísima Sangre de Nuestro Señor Jesucristo (Viernes después del IV Domingo de Cuaresma)
- El Corazón Eucarístico de Jesús (jueves después de la octava [suprimida] del Corpus Christi)
- La Humildad de la Santísima Virgen María (17 de julio)
- La Pureza de la Santísima Virgen María (16 de octubre)

Además, la fiesta de Santa Filomena (11 de agosto) fue eliminada de todos los calendarios locales (excepto los de las iglesias que llevan su nombre y lugares seleccionados donde se permitía su culto, ya sea por indulto o aprobación tácita del obispo diocesano) debido a que se puso en duda la historicidad de su existencia y martirio.

## Calendario nacional de España
En algunos países como España había fiestas instituidas oficialmente para ese lugar que se celebraban en todas las diócesis y archidiócesis.
- 8 de diciembre: Inmaculada Concepción de la Santísima Virgen María, Patrona de España, clase I
- 27 de febrero: San Leandro, obispo y confesor, clase III, Com. de San Gabriel de Nuestra Señora de los Dolores
- 10 de mayo: San Juan de Ávila, confesor, clase III
- 14 de mayo: San Juan Bautista de La Salle, confesor, clase III
- 15 de mayo: San Isidro, labrador, confesor, clase III
- 30 de mayo: San Fernando Rey, confesor, clase III, Com. de San Félix I, papa y mártir.
- 16 de julio: Santísima Virgen María del Monte Carmelo, I clase
- 25 de julio: Santiago Apóstol, Patrón de España, clase I
- 12 de octubre: Nuestra Señora del Pilar, clase I
- 15 de octubre: Santa Teresa de Jesús, clase III